# Scudo solare

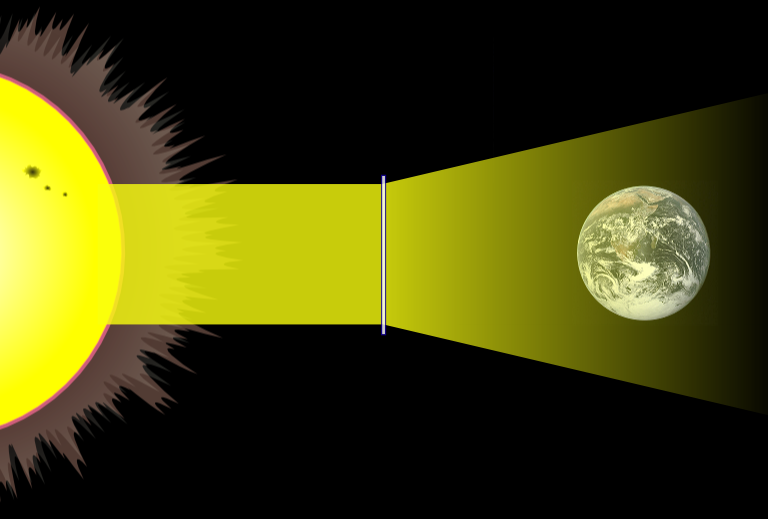
Schematizzazione di uno scudo solare costituito da una lente che disperde i raggi solari.

Uno scudo solare è parasole spaziale che filtra o devia i raggi emessi da una stella, impedendo che colpiscano un pianeta o una nave spaziale e riducendo pertanto la sua insolazione, con conseguente riduzione del riscaldamento. Il concetto di scudo solare è di particolare interesse per gli studi per mitigare il riscaldamento globale. Tali scudi potrebbero essere inoltre utilizzati per la produzione di energia solare, agendo come centrali solari orbitanti.
La radiazione stellare, come quella del Sole, può essere deviata con metodi diversi. Proposto per la prima volta nel 1989, il concetto originale di scudo spaziale prevede il posizionamento di un grande disco occulto, o una tecnologia con scopo equivalente, tra la Terra e il Sole; la maggior parte delle proposte prevedono il posizionamento dello scudo nel punto lagrangiano L1 del sistema Terra-Sole, a circa 1,5 milioni di chilometri dalla Terra.
Nel 1989, James Early propose uno scudo solare per deviare la luce solare a livello planetario. Il suo progetto prevedeva la realizzazione di un grande occultatore di vetro del diametro di 2.000 km composto da materiale lunare e il posizionamento nel punto di Lagrange L1. I problemi includevano la grande quantità di materiale necessario per realizzare del disco e l'energia necessaria per lanciarlo nella sua orbita.
In un contesto più speculativo, l'impiego di giganteschi scudi solari è stato proposto come sistema preliminare per la terraformazione di Venere.